# Kanonizacja Jana XXIII i Jana Pawła II

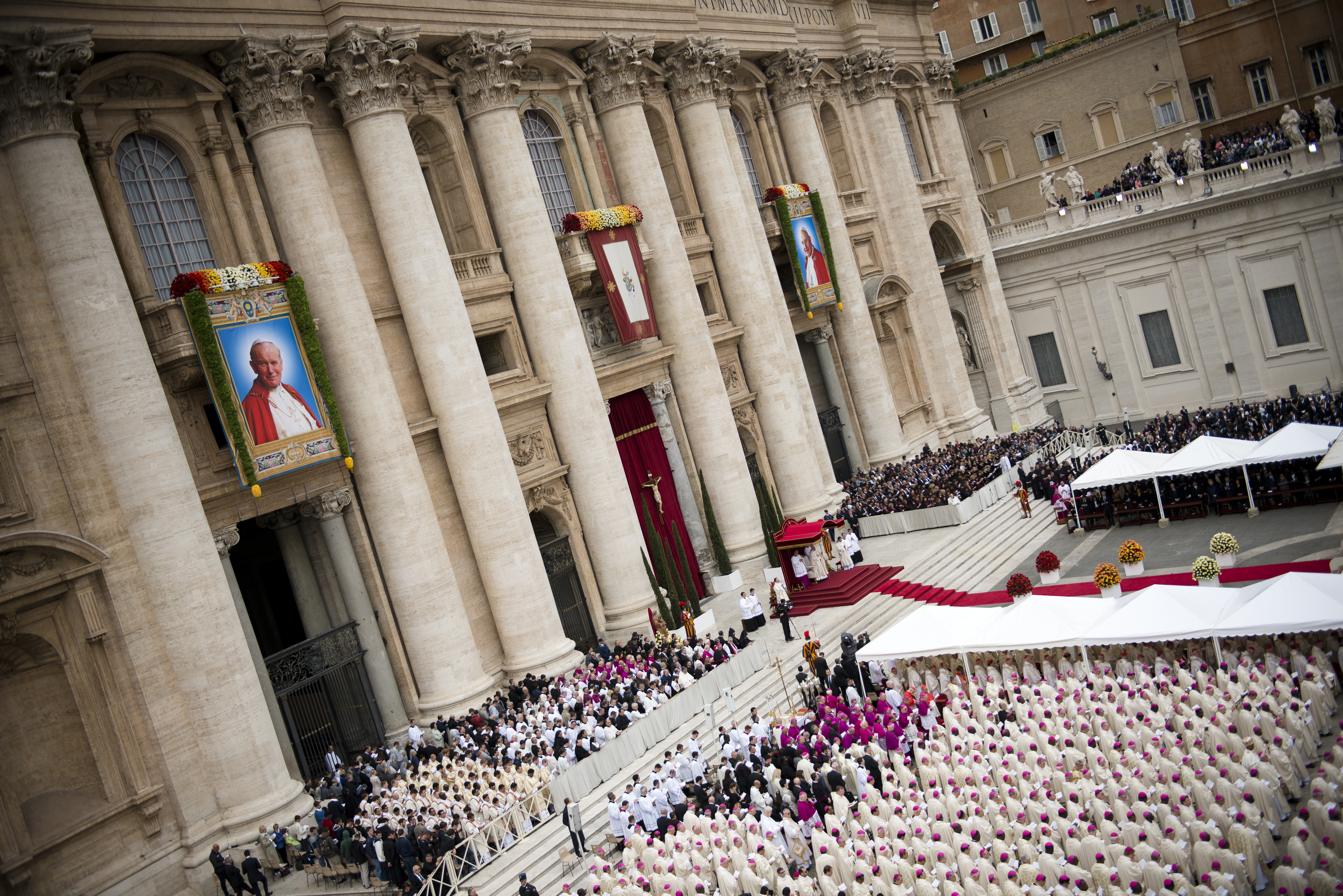
Kanonizacja Jana XXIII i Jana Pawła II

Kanonizacja Jana XXIII i Jana Pawła II (również kanonizacja stulecia) – uroczystość religijna, która miała miejsce 27 kwietnia 2014 w Watykanie na placu Świętego Piotra, podczas której dwaj papieże XX wieku – błogosławiony Jan XXIII oraz błogosławiony Jan Paweł II – zostali ogłoszeni świętymi Kościoła katolickiego.
5 lipca 2013 w Watykanie miało miejsce oficjalne wydanie dekretu w sprawie cudu za wstawiennictwem bł. Jana Pawła II. Za cud uznano, jak poinformował ks. Federico Lombardi, zatwierdzone przez lekarzy i teologów z Kongregacji Spraw Kanonizacyjnych i w ich opinii niewytłumaczalne z medycznego punktu widzenia uzdrowienie Floribeth Mory Diaz – Kostarykanki cierpiącej na nieoperacyjnego tętniaka mózgu. Jako cud opisano sytuację, w której kobieta, oglądając beatyfikację Jana Pawła II, zaczęła się do niego modlić, po czym miała doznać nagłego uzdrowienia. Papież Franciszek poinformował, że razem z Janem Pawłem II kanonizowany zostanie również bł. Jan XXIII. Papież Franciszek podczas konsystorza w dniu 30 września 2013 wyznaczył na dzień 27 kwietnia 2014 (tj. Niedziela Miłosierdzia Bożego) kanonizację dwóch papieży Jana Pawła II i Jana XXIII. Jan Paweł II został kanonizowany dziewięć lat po śmierci i trzy lata po beatyfikacji, zaś Jan XXIII pół wieku po śmierci i trzynaście lat po beatyfikacji. W przypadku Jana XXIII papież zdecydował o odstąpieniu od stwierdzenia cudu za wstawiennictwem błogosławionego. Prefektura Domu Papieskiego ogłosiła, że na kanonizację nie będą potrzebne żadne wejściówki i będą mogły wziąć udział wszystkie osoby, które znajdą miejsce na placu św. Piotra, placu Piusa XII oraz Via della Conciliazione. Burmistrz Rzymu Ignazio Marino ogłosił, że na uroczystość kanonizacji dwóch papieży ma przyjechać 100 światowych przywódców. 31 marca 2014 ks. Federico Lombardi poinformował, że na tę uroczystość został zaproszony emerytowany papież Benedykt XVI. 26 kwietnia 2014 rzecznik Watykanu ogłosił, że papież senior przyjął zaproszenie na uroczystość i będzie w gronie koncelebransów podczas mszy świętej kanonizacyjnej Jana XXIII i Jana Pawła II.
24 kwietnia 2014 Sejm Rzeczypospolitej Polskiej przyjął uchwałę uczczenia papieża błogosławionego Jana Pawła II w dniu jego kanonizacji. W głosowaniu wzięło udział 416 posłów, z czego „za” było 380, „przeciw” – 34, a 2 wstrzymało się od głosu.
Według danych szacunkowych w kanonizacji Jana XXIII i Jana Pawła II na placu Świętego Piotra uczestniczyło 800 tys. wiernych.
Była to pierwsza podwójna kanonizacja papieży w XXI wieku i zarazem pierwsza kanonizacja głowy Kościoła od czasu kanonizacji Piusa X w 1954 oraz pierwszy raz, kiedy papież kanonizował dwóch swoich poprzedników i kiedy to na jednej uroczystości przewodniczyło dwóch papieży – emerytowany i obecny.

## Przebieg uroczystości
Uroczysta kanonizacja Jana XXIII i Jana Pawła II rozpoczęła się o godz 10:00 na placu św. Piotra i rozpoczęła ją śpiew Litanii do Wszystkich Świętych oraz procesją ze 100 kardynałami i 1000 biskupami. Po procesji urzędujący papież podszedł do emerytowanego papieża Benedykta XVI, z którym przywitał się, a wierni ten gest nagrodzili oklaskami. Na fasadzie bazyliki Świętego Piotra wisiały kanonizacyjne portrety dwóch papieży. Portret papieża Polaka był taki sam który wisiał w dniu jego beatyfikacji w 2011, w czerwonej pelerynie na niebieskim tle, zaś do tego zdjęcia wybrano taki sam graficznie wizerunek Jana XXIII gdyż w dniu jego beatyfikacji jego portret był malowany. O godz 10:10 rozpoczął się obrzęd kanonizacji, gdzie prefekt Kongregacji Spraw Kanonizacyjnych kard. Angelo Amato prosił papieża o włączenie w poczet świętych Jana XXIII i Jana Pawła II:

Ojcze Święty, Święta Matka Kościół prosi usilnie o to, by Wasza Świątobliwość wpisał błogosławionych Jana XXIII i Jana Pawła II w poczet świętych i aby jako tacy wzywani oni byli przez wszystkich chrześcijan.

Ojciec Święty odpowiedział:

Drodzy bracia, zanieśmy nasze prośby do Boga Ojca Wszechmogącego przez Jezusa Chrystusa o to, aby za wstawiennictwem Najświętszej Maryi Dziewicy i wszystkich świętych wspierał swą łaską akt, który mamy uczynić.

O 10:15 Franciszek wygłosił formułę kanonizacjną:

Na chwałę Świętej i Nierozdzielnej Trójcy, dla wywyższenia katolickiej wiary i wzrostu chrześcijańskiego życia, na mocy władzy naszego Pana Jezusa Chrystusa i świętych Apostołów Piotra i Pawła, a także Naszej, po uprzednim dojrzałym namyśle, po licznych modlitwach i za radą wielu naszych Braci w biskupstwie orzekamy i stwierdzamy, że błogosławieni Jan XXIII i Jan Paweł II są świętymi i wpisujemy ich do katalogu świętych, polecając, aby odbierali oni cześć jako święci w całym Kościele.

 Po tym obrzędzie nastąpiło wniesienie relikwii nowych świętych, gdzie relikwię Jana Pawła II wniosła Floribeth Mora Diaz, zgodnie z opinią Kościoła katolickiego – uzdrowiona przez papieża Polaka, zaś relikwię św. Jana XXIII wniosła rodzina papieża Roncallego. Po tym obrzędzie nastąpiła liturgia słowa w językach włoskim, polskim, łacińskim i greckim, następnie następca świętego Piotra wygłosił homilię, podczas której powiedział, że ci dwaj nowi święci „mieli odwagę oglądania ran Jezusa, dotykania Jego zranionych ran”. Podczas tej homilii św. Jana Pawła II ogłosił patronem rodzin, zaś św. Jana XXIII nazwał „papieżem posłuszeństwa Duchowi Świętemu”. Po homilii odbyła się modlitwa wiernych, wśród czytających była francuska zakonnica Marie Simon-Pierre Normand, której uzdrowienie uznano za cud dokonany dzięki Karolowi Wojtyle, potrzebny do jego beatyfikacji. Po zakończonej mszy papież Franciszek odprawił z wiernymi modlitwę Regina Coeli, w rozważaniu przed modlitwą Ojciec Święty podziękował uczestniczącym w tej kanonizacji oraz po kolei pozdrawiał przybyłe delegacje. Następnie wsiadł do papamobile i objeżdżał plac, pozdrawiając wszystkich zebranych wiernych. Pielgrzymi opuszczając plac udawali się do bazyliki św. Piotra, by modlić się przy grobach obu świętych papieży.
Ostatnim obrzędem, zamykającym obchody kanonizacji, była wizyta papieża Franciszka w polskiej parafii pod wezwaniem świętego Stanisława w Rzymie, gdzie 4 maja 2014 odprawił dziękczynną mszę za dar świętości Jana Pawła II.

## Oficjalne delegacje
17 kwietnia 2014 włoskie ministerstwo spraw wewnętrznych poinformowało, że na uroczystościach kanonizacyjnych oczekiwanych jest 61 delegacji państwowych z 54 krajów, w tym 19 głów państw, 24 premierów i 23 ministrów.
| państwo              | członkowie delegacji |
| Afryka               | Afryka |
| -------------------- | --- |
| Kamerun              | - prezydent Paul Biya |
| Gabon                | - prezydent Ali Bongo Ondimba |
| Gwinea Równikowa     | - prezydent Teodoro Obiang Nguema Mbasogo |
| Zimbabwe             | - prezydent Robert Mugabe |
| Ameryka              | |
| Argentyna            | - przewodniczący Izby Deputowanych Julián Domínguez |
| Ekwador              | - prezydent Rafael Correa |
| Honduras             | - prezydent Juan Orlando Hernández |
| Meksyk               | - pierwsza dama Meksyku Angélica Rivera |
| Paragwaj             | - prezydent Horacio Cartes |
| Salwador             | - prezydent Mauricio Funes |
| Stany Zjednoczone    | - doradca prezydenta USA John Podesta |
| Wenezuela            | - minister spraw zagranicznych Elías Jaua |
| Azja                 | |
| Liban                | - prezydent Michel Sulaiman - premier Tammam Salam |
| Republika Chińska    | - wiceprezydent Wu Den-yih |
| Europa               | |
| Belgia               | - król Albert II Koburg z żoną – królową Paolą |
| Bośnia i Hercegowina | - prezydent Bakir Izetbegović |
| Bułgaria             | - prezydent Rosen Plewnelijew - premier Płamen Oreszarski |
| Chorwacja            | - prezydent Ivo Josipović - premier Zoran Milanović |
| Francja              | - premier Manuel Valls - były premier François Fillon |
| Hiszpania            | - król Jan Karol I Burbon z żoną Zofią |
| Irlandia             | - taoiseach Enda Kenny |
| Kosowo               | - prezydent Atifete Jahjaga |
| Liechtenstein        | - książę Liechtensteinu Hans-Adam II |
| Litwa                | - prezydent Dalia Grybauskaitė - premier Algirdas Butkevičius |
| Luksemburg           | - wielki książę Luksemburga Henryk |
| Polska               | - prezydent Bronisław Komorowski, pierwsza dama Anna Komorowska, premier Donald Tusk - były prezydent Aleksander Kwaśniewski z małżonką oraz były prezydent Lech Wałęsa z małżonką - Marszałek Sejmu Ewa Kopacz, Marszałek Senatu Bogdan Borusewicz |
| Słowacja             | - prezydent Ivan Gašparovič - premier Robert Fico |
| Słowenia             | - prezydent Borut Pahor - premier Alenka Bratušek |
| Ukraina              | - minister spraw zagranicznych Andrij Deszczycia |
| Węgry                | - prezydent János Áder - premier Viktor Orbán |
| Włochy               | - prezydent Włoch Giorgio Napolitano - premier Matteo Renzi |

### Organizacje polityczne
| państwo         | członkowie delegacji                                                                                                 |
| --------------- | --- |
| Unia Europejska | - przewodniczący Rady Europejskiej Herman Van Rompuy - przewodniczący Komisji Europejskiej José Manuel Durão Barroso |

### Delegacje kościelne i innych religii
Na kanonizację przybyła delegacja Kościołów i religii: anglikańskiego, prawosławnego, przedstawiciele społeczności islamskiej oraz żydowskiej z USA, Włoch, Izraela i Argentyny, m.in. rabin Polski Michael Schudrich oraz dwaj rabini z Argentyny Abraham Skórka oraz Claudio Epelman.

### Reakcje świata
Dziennikarze we Włoszech uroczystość tę określili „kanonizacją stulecia”, gdyż po raz pierwszy brało w niej udział dwóch papieży (obecny i emerytowany). Jedna z telewizji w Portugalii dzień kanonizacji opisała jako „jeden z najważniejszych dni w historii Kościoła katolickiego”. W Iraku dzień przed uroczystością odbyła się msza, po której odsłonięto pomnik Jana Pawła II. Mieszkańcy Libanu, darzący Jana Pawła II wielkim szacunkiem z powodu zwołanego przez niego w 1995 roku synodu poświęconego temu państwu, zorganizowali okolicznościowe nabożeństwa. Katolicy w Indonezji przygotowali specjalne miejsca, w których można było oglądać transmisje uroczystości, zaś w jednej z archidiecezji w parku odbyło się specjalne nabożeństwo. W związku z kosztami wyjazdu na kanonizację, dzięki jezuitom część Filipińczyków w handlowej części miasta mogła obejrzeć transmisję uroczystości. W tym samym miejscu w 1981 miało miejsce spotkanie Jana Pawła II z Filipińczykami.